# Centreville, Alabama
Centreville är en stad i den amerikanska delstaten Alabama med en yta av 25,2 km² och en folkmängd, som uppgår till 2 619 invånare (2009). Centreville är administrativ huvudort (county seat) i Bibb County, Alabama.